# Demo 1 (album Alice N’ Chains)
Demo #1 – pierwszy oficjalny album demo amerykańskiej grupy muzycznej Alice N’ Chains. Materiał został nagrany w przeciągu kilku miesięcy w London Bridge Studio w Seattle. Produkcją materiału zajęli się wspólnie Tim Branom oraz grupa Alice N’ Chains. Album został nagrany w składzie: Layne Staley (śpiew), Nick Pollock (gitara prowadząca, wokal wspierający), Johnny Bacolas (gitara basowa) oraz James Bergstrom (perkusja). Na album trafiły trzy kompozycje. Album ukazał się w limitowanym nakładzie zaledwie 100 sztuk. Koszt nagrania i produkcji albumu wyniósł łącznie 1600 dolarów. Dziś jest powszechnie dostępny jedynie w formacie mp3.

## Lista utworów
| Nr |  | Tytuł           | Tekst        | Muzyka                                            | Długość |
| -- |  | --------------- | ------------ | ------------------------------------------------- | ------- |
| 1. |  | „Lip Lock Rock” | Layne Staley | Johnny Bacolas / Nick Pollock / James Bergstrom   | 4:24    |
| 2. |  | „Fat Girls”     | Layne Staley | Johnny Bacolas / Nick Pollock / James Bergstrom   | 3:39    |
| 3. |  | „Over the Edge” | Layne Staley | Johnny Bacolas\| / Nick Pollock / James Bergstrom | 2:43    |

## Twórcy
Opracowano na podstawie materiału źródłowego:
Alice N’ Chains
- Layne Staley – śpiew
- Nick Pollock – gitara rytmiczna, gitara prowadząca, wokal wspierający
- Johnny Bacolas – gitara basowa
- James Bergstrom – perkusja

Muzycy sesyjni
- Mike Mitchell – gitara basowa (utwory 2 oraz 3)

Produkcja
- Nagrywany: 1987 roku w London Bridge Studio, Seattle
- Producent muzyczny: Tim Branom
- Miksowanie: Tim Branom w Triad Studios
- Asystent inżyniera dźwięku: Peter Barnes

- Aranżacja: Nick Pollock, Johnny Bacolas, James Bergstrom
- Teksty utworów: Layne Staley